# Skalarni mezon
Skalarni mezon je vrsta mezonov, ki imajo celotni spin enak 0 in sodo (parno) parnost (JP=0+).
Opažamo jih pri anihilaciji protona z antiprotonom, razpadu vektorskih mezonov in sipanju mezonov na mezonih. Masa teh mezonov je med 1 geV/ c2 in 2 geV/c2.